# ابوت (میسیسیپی)
ابوت، می‌سی‌سی‌پی (به انگلیسی: Abbott, Mississippi) در ایالات متحده آمریکا است که در ایالت میسیسیپی واقع شده‌است.